# Ескапизам
Ескапизам, бег, бежање (од енгл. escape) иако у начелу означава бег, бежање од живота, бег од стварности, избегавање одговорности заправо је начин избегавања непријатног или досадног живота, посебно размишљања, читањем, узбудљивијим али и немогућим активностима. Иако се према неким ауторима ескапизам различито дефинише, заједничко му је да се увек односи на особе које беже од свог стварног живота у неку активност у којој се осећају пријатно и у којој проводе веома много времена. 
Бекство је један од облика понашање опозиције и индивидуалног или колективног одступања од друштвеног окружења, на исти начин као што се то чини револтиране особе. Иако према  Роберту Кингу Мертону ескапизам улази у типологију девијантности, он се понекад поистовећује и са концептом забаве, рекреације (одлазак на одмор), друштвене мреже, компјутерске игрице, вишесатно гледање телевизије или гледање авантуристичких филмова један од облика бежања.

## Основне информације
Када нека особа бежи из оних ситуација и активности у којима се не осећа удобно или пријатно, у оне у којима му је пријатно или удобно, он до мере запоставља свој стварни живот, кажемо да он прибегава ескапизму. 
Иако се у начелу  израз ескапизам користи да нагласи у шта људи беже, суштина ескапизма јесте у ономе од чега и због чега људи беже. Један од главних узрока због кога људи беже је њихова недовољна прилагођеност стварном животу у којем су окружени проблемима, дужностима, задацима, непријатним осећањима, са циљем и жељом  да се ментално или стварно „побегне” у неки други свет у коме је све лакше и пријатније.
Најстарији облик ескапизма је сањарење, или бежање из света реалности у свет маште, у коме су нпр. деца и млади некада били  склони да  проводили сате и сате свакога дана. Са штампањем књига посебно романа, бегунци од реалности су свакодневно бежали  у свет литерарних ликова насталих пишчевим имагинацијама. Са појавом филма и телевизија, старије генерације данас  у просеку беже у свет визуелне имагинације и по више сати дневно.
Уметницима је ескапизам најчешћи мотив за урањање у дубину сопственог духовног порекла и митске ритуалне поетике:
- Тако је Франц Кафка једну зиму провео у прашкој Улици алхемичара, у кући раскошне дивље архитектуре, симболично семантично исказаног става према свету и месту појединца.

- Карл Густав Јунг је себи сазидао округлу кулу у Болингену, у истом (дивљем) стилу, где је простор првенствено представљао „средину, средство и оруђе" ‒ заправо његов медијум. У центру тог једноставног здања налазило се (наравно) огњиште.

- Једна од слика Тома ТомсонаСамоуки канадски наивац, а самозвани дивљак, Том Томсон је себи склепао брвнару на језеру Каное, чија га је недирнута лепота окружења инспирисала и у којем је себи обезбеђивао потребе за благоудобијем животу и раду, и то ловећи рибу копљем, он је направио бројне цртеже пејзажа парка, користећи се  зимским мотивима.[3] Томсон је на чудан начин нестао док је на језеру ловио рибу у кајаку, 8. јула 1917. године. Његово је тело пронађено осам дана касније. На телу је било много модрица. Око нога му је био обмотан најлон. Званични узрок смрти био је да се угушио, али у његовим плућима није било воде. Будући да се није могао угушити многи постављају питање шта му се десило?[4][5]

## Скала ескапизма
Норвешки психолог Фроде Стенсенг представио је дуалистички модел ескапизма у односу на различите типове активности. Он расправља о парадоксу да стање протока личи на психолошка стања која се могу постићи акцијама као што су злоупотреба дрога, сексуални мазохизам и самоубилачке идеје. Сходно томе, он закључује да стање ескапизма  или бекства може имати и позитивна и негативна значења и исходе. Стенсенг тврди да постоје два облика ескапизма са различитим афективним исходима у зависности од мотивационог фокуса који лежи иза урањања у активност.
Ескапизам у виду самопотискивања произилази из мотива бежања од непријатних мисли, самоперцепција и емоција, док самопроширивање произилази из мотива за стицање позитивних искустава кроз активност и откривање нових аспеката себе. У складу са овим Стенсенг је развио „скалу за бекство“ којом може да се мери самопотискивања и самопроширења у омиљеним активностима људи, као што су спорт, уметност и игра. Емпиријска истраживања овог модела су показала да су:
- две димензије изразито различите у погледу афективних исхода,
- неки појединци склонији да се ангажују кроз једну врсту ескапизма или бекства,
- ситуациони нивои благостања утичу на тип ескапизма или бекства који постаје доминантан у одређеном тренутку.

### Ескапизам у психологији
Фројд сматра да је удео ескапистичке фантазије неопходан елемент у људским животима: и сматра да човек не може да опстане на оскудном задовољству које може да изнуди  од стварности. Или према речима Тодора Фонтена... Једноставно не можемо без помоћних конструката. Његови следбеници су видели одмор и испуњење жеља (у малим мерама) као корисне алате за прилагођавање трауматском узнемирењу; док су каснији психолози истицали улогу индиректних ометања у промени нежељених расположења, посебно љутње и туге.
Међутим, ако се у неким од ових психичких ескапизама или бекстава усвоји стални боравак у њима, резултати су често негативни, па чак и патолошки.
Дроге изазивају неке облике ескапизма или бекства који се могу јавити када се узимају одређени лекови који мењају ум и који чине да конзумент заборави на стварност где се налази или шта треба да ради. Ово је очигледно, али заслужује помен јер је употреба кокаина у порасту, као и многих других дрога. Што је живот тежи, то више људи тражи испуњење у дрогама које ће им помоћи у ескапизму. Досада и монотонија такође доприносе узимању дрога, али то је привремено решење које на крају изазива више проблема него што решава. Да је живот срећнији и лакши, верује се  да би била мања потражња за дрогом као обликом бекства.

## Облици ескапизма
Живот постаје све изазовнији. Технологија је омогућила 24/7 стил живота у коме смо увек на располагању. Стрес је у порасту, као и депресија и анксиозност. Као резултат тога, постоји већа потреба него икада да људи пронађу начине за ескапизам како би одржали менталну и емоционалну стабилност. Друштво је незадовољно људима који се одлучују и избегавају корпоративну и канцеларијску политику. Проналажење прихватљивих облика ескапизма или бекства постало је виталније него икад и зато постоји много начина на који нека особа може да се одвоји од стреса и напора свакодневног живота, у неке од ових облика ескапизма или бекства којима може да се бави:

### Спорт
Спорт има важну улогу у човековом животу. Много особа води досадне животе и често је део тима навијача који им омогућава осећај припадности и додатну димензију узбуђења у животу. 
Неки спортови могу бити посебно агресивни, као што је рагби, и то пружа легитиман излаз за агресију. Ово смањује ниво стреса и оставља свакодневно друштво са мање беса док тимски играчи и посматрачи могу да вичу и испуштају агресију.
Спорт пружа драгоцено ослобађање  и облик је ескапизма, бекства и ослобађања од стреса за многе и да није спорта овај стрес би био преусмерен на мање прикладна места, што би могло свеукупно негативно утицати на друштво.

### Преједање
За особе са прекомерном тежином сматра се да је на неком нивоу несрећна, јер је преједање (осим ако није физиолошко – као што је хормонско или метаболичко) облик ескапизма или бекства у који запада особа која тражи утеху или бежи од туге, депресије и фрустрације.

### Дроге
Дроге заслужује помен јер је употреба кокаина у порасту, као и многих других дрога. Што је живот тежи, то више људи тражи испуњење у дрогама које ће им помоћи да побегну од тешког живота. 
Досада и монотонија такође доприносе узимању дрога, али то је привремено решење које на крају изазива више проблема него што решава. Да је живот срећнији и лакши, сматра се да би била мања потражња за дрогом као обликом ескапизма.

### Корпоративни свет
Многе особе користе посао као облик ескапизма или бекства. Заузетост и закопавање главе у е-пошту и радне пројекте пружа сјајан облик бег од потребе да се нека особа бави основним стварима у животу као што су лично испуњење, квалитетни односи и задовољавајући осећај усмерености у животу.
Многи људи се закопају у посао и користе ово као изговор да се не би бавиле важнијим питањима као што су њихови лични односи, па чак и сопствена срећа. Посао појединцима пружа згодан изговор да се друже у аутоматском режиму, јер им он обезбеђује структуру и оквир и може лако да преузме живот неке особе ако она то дозволи. Међутим, оно што већина људи заборавља је да када се све каже и уради, врло мало људи жали што је радио дуже. Многи би пожелели да су мало успорили и мало више уживали у животу, а кад остаре желе са се врате породици, пријатељима и кућним љубимцима.

### Ликовна уметност
Поједини сликари прибегавајући ескапизму или бежање од свог стварног живота или менталне скрханости у савременом свету у неку активност у којој се осећају пријатно и у којој проводе веома много времена. Такви сликари често негују традиционалне уметничке медије, фигуративни израз, реалистички стил и ангажован однос према друштвеној стварности. 

### Виртуелни свет
Ескапизам је добио нову форму напретком технологије када су  компјутерске игрице,а касније и веома разрађени дигитални светови омогућили појединцима да живи паралелни живот. Или како за ескапизам у виртуелном свету каже Зоран Миливојевић српски психотерапеут, писац и активиста:
...Иако су игрице дигитални привид, оне стварају стварна осећања код оних који их играју. Особа која је незадовољна својим стварним животом, бежаће у паралелни свет у којем је веома успешна...то је...виртуелна друштвена мрежа...у којој је...све много једноставније, многи су стварни друштвени живот умногоме заменили виртуелним друштвеним животом.

### Екстремни облици ескапизма
Поред наведених постоји и толико много облика ескапизма до оних екстремних који указују на могући проблем. Зависности су облик ескапизма, било да се ради о: 
- пушењу,

- дрогама,

- алкохолу,

- коцкању

- љубави.

Све ово потиче од неког унутрашњег недостатка или празнине. Често је овај недостатак одређен нашим нивоом самопоуздања и самопоштовања.

## Превенција
Психолошке терапије у великој мери олакшавају потребу за ескапизмом и могу научити појединце да се емоционално регулишу на боље начине и да се носе са невољом на толерантнији начин.
У том смислу позитивни облици ескапизма укључују медитацију и свесност.